# Franken Bräu
La Franken Bräu est une brasserie à Mitwitz, en Allemagne.

## Histoire
L'histoire de la brasserie commence en 1520 avec le droit de brasser dans une ferme à Mitsitz. La zone de vente du Franken Bräu s'étend rapidement aux territoires voisins (Duché de Saxe-Cobourg et Gotha, Meiningen, Thuringe).
Après la Seconde Guerre mondiale, la brasserie a perdu 70% de son marché de vente.
Rainer Mohr, qui rachète l'entreprise à la famille Bauer (Lorenz et Elisabeth Bauer), est le nouveau propriétaire depuis 2015.

## Production
Pilsner, Festbier, Kellerbier, Schwarzbier, Märzen, Urhell, Urtrunk, Schädelsprenger, Weißbier, Radler, NaturRadler. En saison, il y a une bock et une bière d'hiver.